# 정미경 (농구인)
정미경(1965년 12월 23일 ~ )은 대한민국 여자 농구 국가대표팀 선수였다. 포지션은 포인트 가드이나 여러 포지션을 소화할 수 있는 만능 선수로서 올라운드 플레이어에 가까웠다.
1984년 수원여자고등학교를 졸업하고 실업팀 서울신탁은행에 입단했다. 농구대잔치 시절 동방생명, 태평양화학, 국민은행, 코오롱 등 강호들의 틈바구니에서 약체로 분류되던 소속팀을 두 시즌(1987-88, 1988-89) 연속 준우승으로 이끌며 스타플레이어로 올라섰으며, 1986년 아시아 선수권 대회 이후 국가대표팀에도 꾸준히 선발되어 1988년 서울 올림픽 등 여러 국제대회에 출전하였다. 1990년 중국 베이징에서 열린 아시안게임에서는 공격시 포인트 가드, 수비시 스몰 포워드로서 맹활약하며 중국을 꺾고 금메달을 획득하는 데 큰 기여를 하였다.
농구대잔치 1991-92 시즌을 끝으로 은퇴식을 가졌으며, 농구대잔치 통산 2053 득점, 442 어시스트를 기록하였다.

## 경력
- 수원여자고등학교
- 서울신탁은행